# O Bem do Amor
O Bem do Amor è un album della cantante brasiliana Elis Regina, pubblicato nel 1963 dalla Columbia Records.

## Il disco
Quarto album della cantante e secondo pubblicato per la casa discografica Columbia, O Bem do Amor fu l'ultimo disco della non ancora ventenne Elis Regina prima del suo definitivo trasferimento dalla natia Porto Alegre a Rio de Janeiro.
Il repertorio del disco, arrangiato da Astor Silva, è molto simile a quello dei dischi precedenti: un misto di canzoni leggere destinate ad un pubblico di adolescenti (brotos). Nelle intenzioni, comunque, un disco romantico. Diversamente dai precedenti però, in O Ben do Amor sono assenti cover di canzoni di successo straniere e tutti gli autori sono brasiliani. Soprattutto il samba entra prepotentemente nel repertorio di Elis in brani come Alô Saudade, Saudade e Carinho, Mania de Gostar, Domingo em Copacabana, Meus Olhos e Mundo de Paz.
Spiccano la presenza di un pezzo di Baden Powell con Mário Telles (fratello della cantante Sylvinha Telles) e la canzone che dà il titolo al disco, O Bem do Amor, un leggero samba del chitarrista Rildo Hora.
Anche in questo disco, come nel precedente per Columbia Records, il nome della cantante sulla copertina è Ellis Regina, scritto con due "L".

## Tracce
1. Alô Saudade - (Paulo Aguiar, Umberto Silva) - 2:17
2. Sem Teu Amor - (Luiz Mauro) - 2:54
3. Saudade e Carinho - (Renan França, Verinha Falcão) - 2:43
4. Mania de Gostar - (Luiz Mauro) - 2:38
5. Manhã de Amor - (Joluz, Sérgio Malta) - 2:33
6. Se Você Quiser - (Baden Powell, Mário Telles ) - 2:07
7. Há uma História Triste - (Niquinho, Othon Russo ) - 3:13
8. Domingo em Copacabana - (Paulo Tito, Roberto Faissal) - 2:09
9. Meus Olhos - (Sérgio Knapp) - 2:44
10. Retorno - (Aécio Kauffmann) - 3:02
11. Mundo de Paz - (Túlio Piva) - 2:53
12. O Bem do Amor - (Clóvis Mello, Rildo Hora) - 3:14

## Formazione
- Elis Regina - voce
- Astor Silva - arrangiamento e direzione
- Orchestra di Astor Silva